# Aniouï (Kolyma)
Pour les articles homonymes, voir Aniouï.
Le petit et le grand Aniouï (en russe : Анюй) sont deux rivières affluents droit de la Kolyma, qui coulent dans le nord-est de la Sibérie orientale en Russie d'Asie.

## Géographie
Leur cours est situé principalement dans le district autonome de la Tchoukotka et le cours inférieur s'achève dans la République de Sakha. Les deux rivières ont un tronc commun de 8 km avant de rejoindre la Kolyma. Le petit Aniouï a une longueur de 738 km et le grand de 693 km. Le cours des deux rivières est séparé par les monts de l'Aniouï.
Le bassin fluvial a une superficie de 107 000 km2. Le débit moyen est de 650 m3/s. L'Aniouï est gelé plus de neuf mois dans l'année. La région est couverte de toundra, marécages et de petits lacs.